# Миряна Хаджиевска
Миряна Хаджиевска (на македонска литературна норма: Мирјана Хаџиевска) е учителка и политик от Северна Македония.

## Биография
Родена е на 1 ноември 1983 година в град Битоля, тогава в Социалистическа федеративна република Югославия. Завършва Педагогическия факултет на Битолския университет. От 2006 до 2010 година работи като учителка в Основното училище „Славко Лумбарковски“ в Новаци, а по-късно от 2010 година до 2017 година е съветник по образованието в община Новаци. От 2009 до 2010 година Хаджиевска е общински съветник от листата на ВМРО – Демократическа партия за македонско национално единство в община Новаци. Тя е председател на Съюза на жените към Общинския комитет на ВМРО-ДПМНЕ в Новаци.
През декември 2015 година замества избраната в Държавната избирателна комисия Силвана Бонева като депутат от ВМРО-ДПМНЕ в Събранието на Република Македония.